# Mark (Föritztal)
Mark ist eine Gemarkung des Ortsteils Neuhaus-Schierschnitz der Gemeinde Föritztal im Landkreis Sonneberg in Thüringen.

## Lage
Mark ist eine Straßenansiedlung an der Bundesstraße 89 im nördlichen Teil der Ortslage von Neuhaus-Schierschnitz.

## Geschichte
1162 wurde Mark erstmals urkundlich erwähnt. Das Dorf wurde 1923 mit den Nachbarorten Buch, Gessendorf, Neuhaus und Schierschnitz zur Gemeinde Neuhaus-Schierschnitz verschmolzen.